# لوئی برود

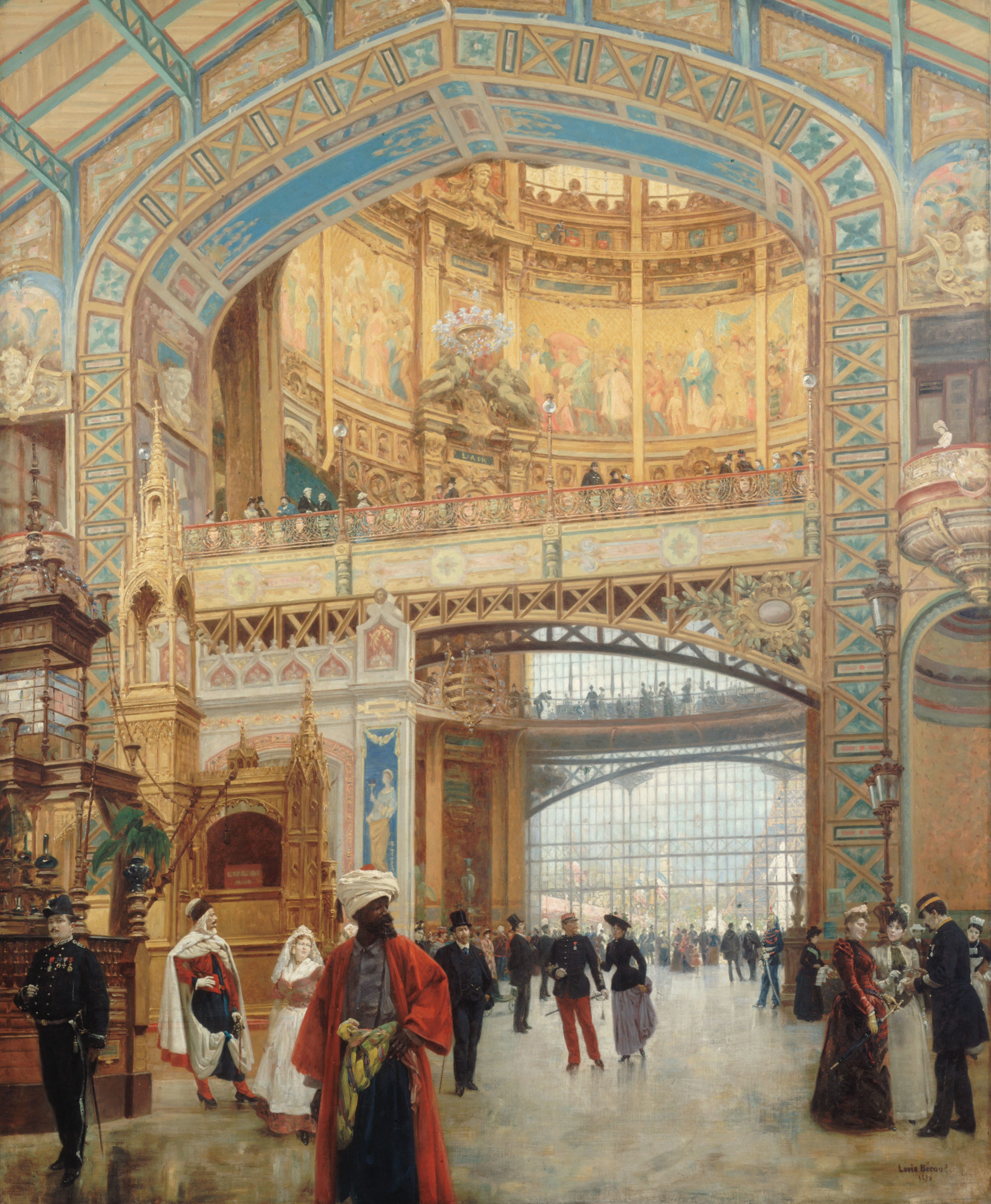
گنبد مرکزی گالری ماشین، نمایشگاه جهانی (۱۸۸۹)، توسط لوئیس برود (۱۸۵۲–۱۹۳۰).

لوئی برود (به فرانسوی: Louis Béroud؛ ۱۷ ژانویه ۱۸۵۲، لیون -۹ اکتبر ۱۹۳۰، پاریس) نقاش فرانسوی اواخر قرن نوزدهم، اوایل قرن بیستم بود. برخی از نقاشی‌های او در موزه کارناوال و موزه لوور پاریس قابل مشاهده است. در ۲۲ اوت ۱۹۱۱، برود به لوور رفت تا نقاشی خود را با عنوان «مونالیزا لوور» ترسیم کند، اما جایی که مونالیزای معروف، اثر لئوناردو داوینچی، در آنجا قرار داشت، چهار گیره آهنی پیدا کرد. برود با تصور اینکه این نقاشی برای گرفتن عکس برای بازاریابی برده شده است، با سرپرست بخش نگهبانان تماس گرفت اما چند ساعت بعد، مشخص شد که تابلوی مونالیزا نزد عکاسان نیست و در واقع مفقود شده است. به همین دلیل موزه لوور به مدت یک هفته کامل بسته شد تا به تحقیقات سرقت کمک کند.

## آثار
فهرست برخی از آثار او در موزه‌های ملی فرانسه:
- راه پله خانه اپرای گارنیه (۱۸۷۷)، موزه کارناوالت
- گنبد مرکزی گالری ماشین‌ها در نمایشگاه جهانی (۱۸۸۹)، موزه کارناوالت
- اتاق روبنس در لوور (۱۹۰۴)، موزه لوور
- به افتخار روبنز (۱۹۰۵)، موزه لوور
- در سالن کار دو لوور (۱۹۰۶)، موزه لوور